# Bishopiana glumacea
Bishopiana glumacea là một loài nhện trong họ Linyphiidae.
Loài này thuộc chi Bishopiana. Bishopiana glumacea được Gao, Fei & Zhu miêu tả năm 1992.